# Schoenlandella nigrindica
Schoenlandella nigrindica är en stekelart som först beskrevs av Roy D. Shenefelt 1973.  Schoenlandella nigrindica ingår i släktet Schoenlandella och familjen bracksteklar. Inga underarter finns listade i Catalogue of Life.